# Zolota Lîpa, Tlumaci
Zolota Lîpa (în ucraineană Золота Липа) este un sat în comuna Petrîliv din raionul Tlumaci, regiunea Ivano-Frankivsk, Ucraina.

## Demografie
Componența lingvistică a localității Zolota Lîpa
     Ucraineană (100%)
Conform recensământului din 2001, toată populația localității Zolota Lîpa era vorbitoare de ucraineană (100%).